# Neue Mitte Passau

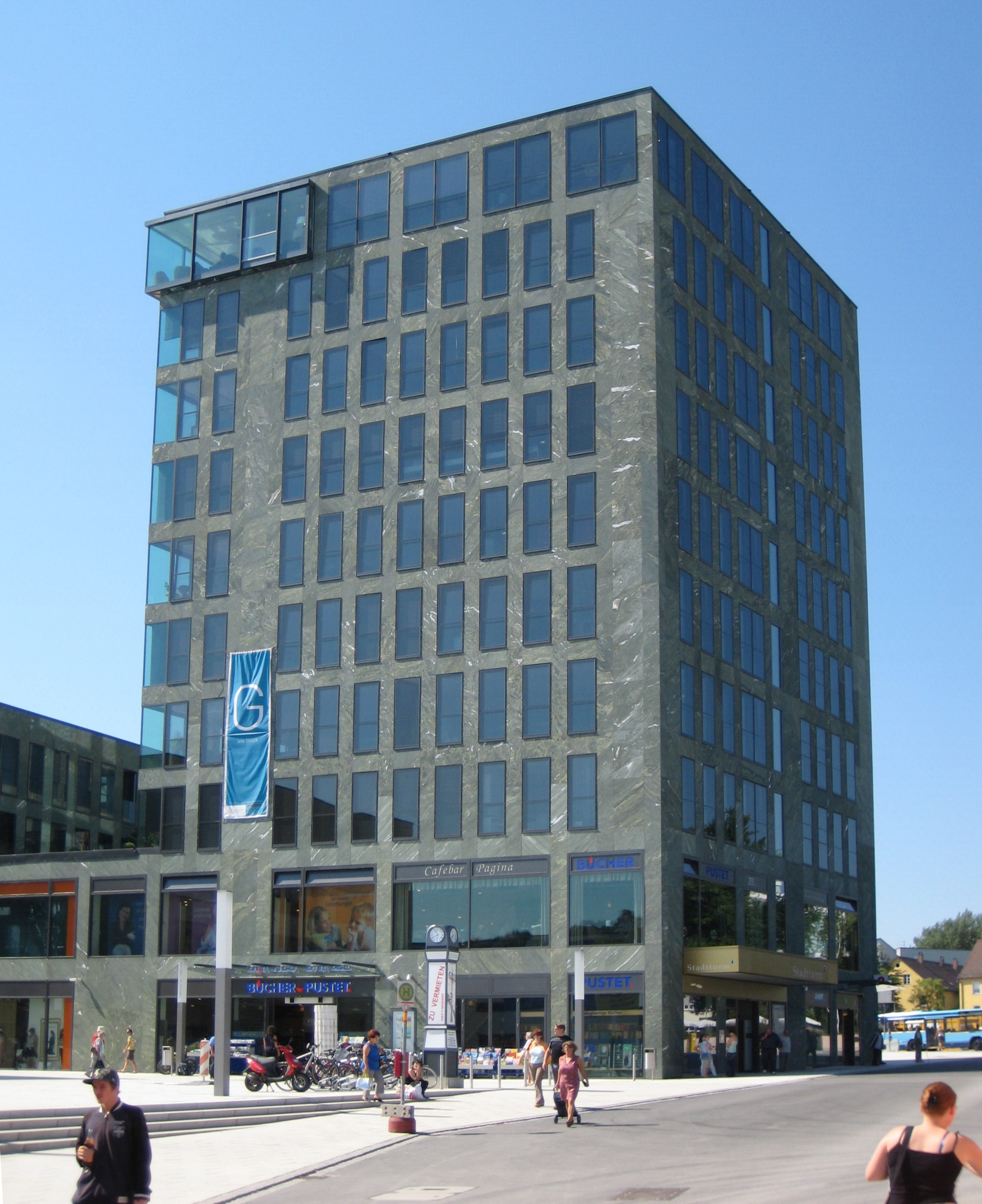
Stadtturm

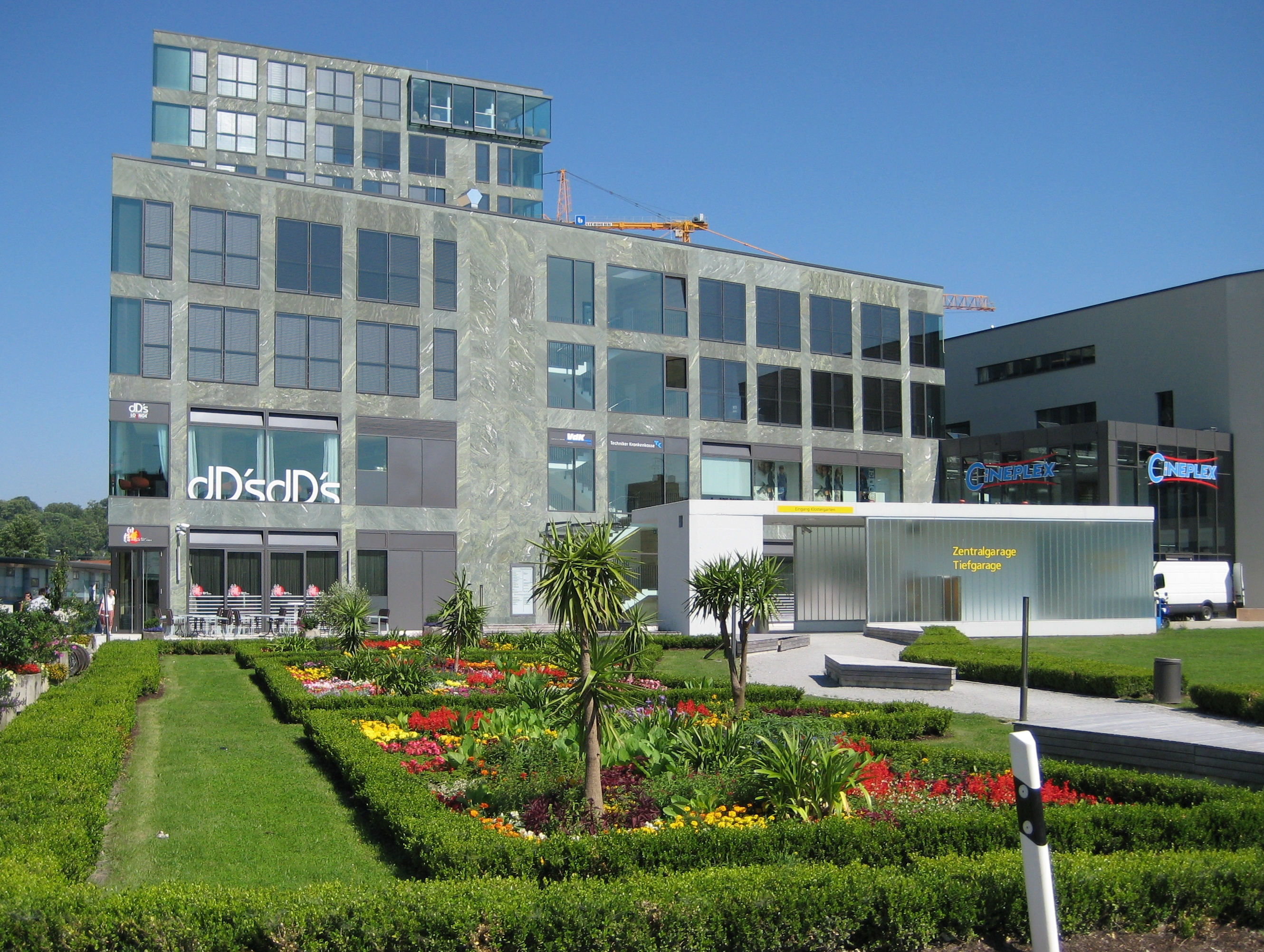
Gebäude der Neuen Mitte

Mit Neue Mitte Passau wird ein städtebauliches Projekt in der niederbayerischen Stadt Passau umschrieben, das zu einer umstrittenen Neugestaltung großer Teile der Innenstadt führte.

## Geschichte

### Voraussetzungen
Nach der Auflösung der Ritter-von-Scheuring-Kaserne im Stadtteil Kohlbruck durch die Bundeswehr im Jahr 1993 konnte dort mit der Dreiländerhalle sowie zwei weiteren kleinen Hallen nebst Veranstaltungsplatz ein Ersatz für die im Zentrum gelegene Nibelungenhalle sowie den angrenzenden kleinen Exerzierplatz geschaffen werden. In einem Bürgerbegehren im Jahr 2000 wurde der Verlagerung zugestimmt, womit dieser Platz für eine Neugestaltung frei wurde.
Ein weiterer Faktor war der Rückbau von Gleisanlagen am Passauer Hauptbahnhof, wodurch nördlich des Exerzierplatzes weiterer neu zu bebauender Platz frei wurde.

### Entstehung

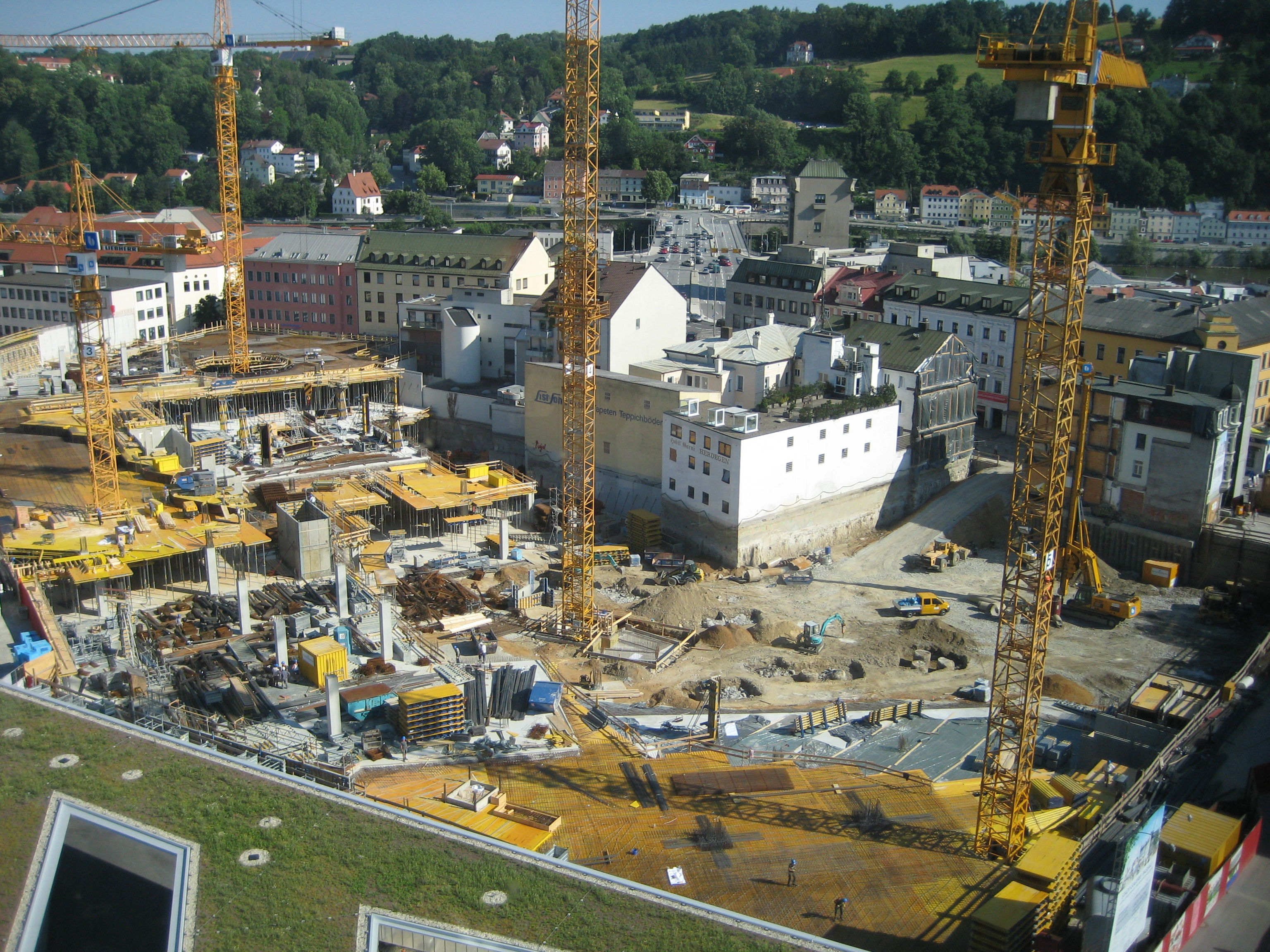
Blick vom Stadtturm auf die Baustelle der Stadtgalerie im Juni 2007

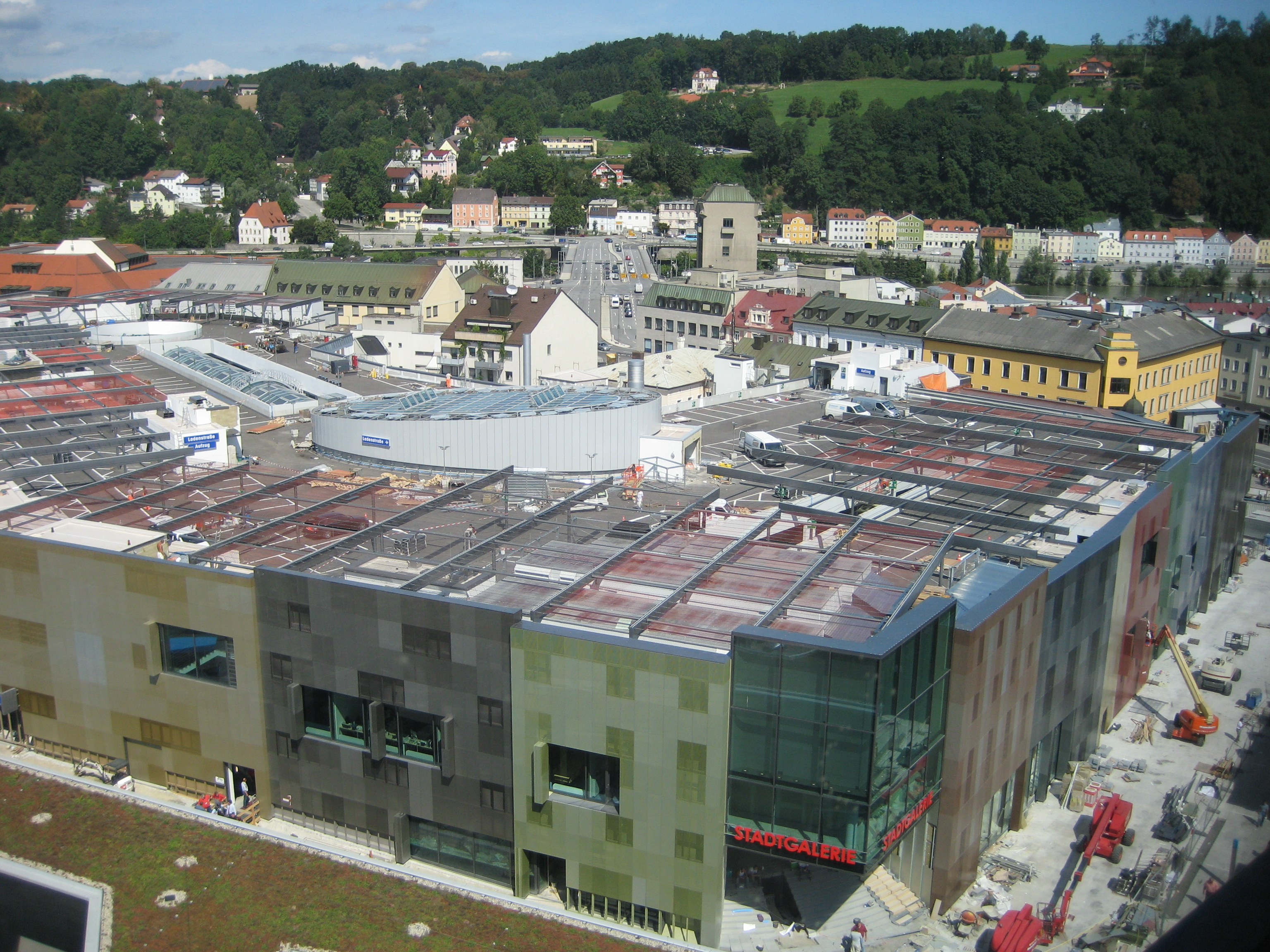
Die Baustelle kurz vor der Fertigstellung im August 2008 (im Hintergrund die Schanzlbrücke)

Nachdem die Dreiländerhalle zum Jahreswechsel 2003/2004 in Betrieb genommen worden war, konnte die Nibelungenhalle im Frühjahr 2004 abgerissen werden und mit dem Bau der neuen Mitte begonnen werden.
In einem weiteren Bürgerbegehren im Juli 2004 wurde über die Ausgestaltung des Bauprojektes entschieden. Hierbei setzte sich gegen die Version einer Bürgerinitiative, die nur 15.000 m² bebaute Fläche vorsah, die Version des Stadtrates durch, die eine bebaute Fläche von 23.000 m² vorsah.

## Beschreibung der einzelnen Gebäude der Neuen Mitte

### KVV-Gebäude
Auf dem Platz der ehemaligen Nibelungenhalle entstand durch den Investor Kapfinger Vermögensverwaltung (KVV) ein zentrales Gebäude, das im Untergeschoss ein Multiplexkino beinhaltet, im Erdgeschoss und 1. Obergeschoss verschiedene Einkaufsläden. Im nordwestlich gelegenen Turm des Gebäudes befinden sich Büros und Arztpraxen und im obersten Stockwerk ein Café. Dieses Gebäude wurde Anfang 2007 fertiggestellt. Es ist unterirdisch mit dem östlich davon gelegenen und bereits 2006 fertiggestellten Parkhaus verbunden.
Südöstlich grenzt direkt an dieses grün gehaltene Gebäude das beige gehaltene sogenannte Sparda-Haus an. Dieses wurde 2008 fertiggestellt. Hier hat eine Filiale der gleichnamigen Sparda-Bank Ostbayern ihren Sitz. Dieses Gebäude wurde ebenso von der KVV errichtet. Neben der Bankfiliale beherbergt es auf 3.500 m² Mietfläche hauptsächlich Unternehmen der Gesundheitsbranche.

### ZOB

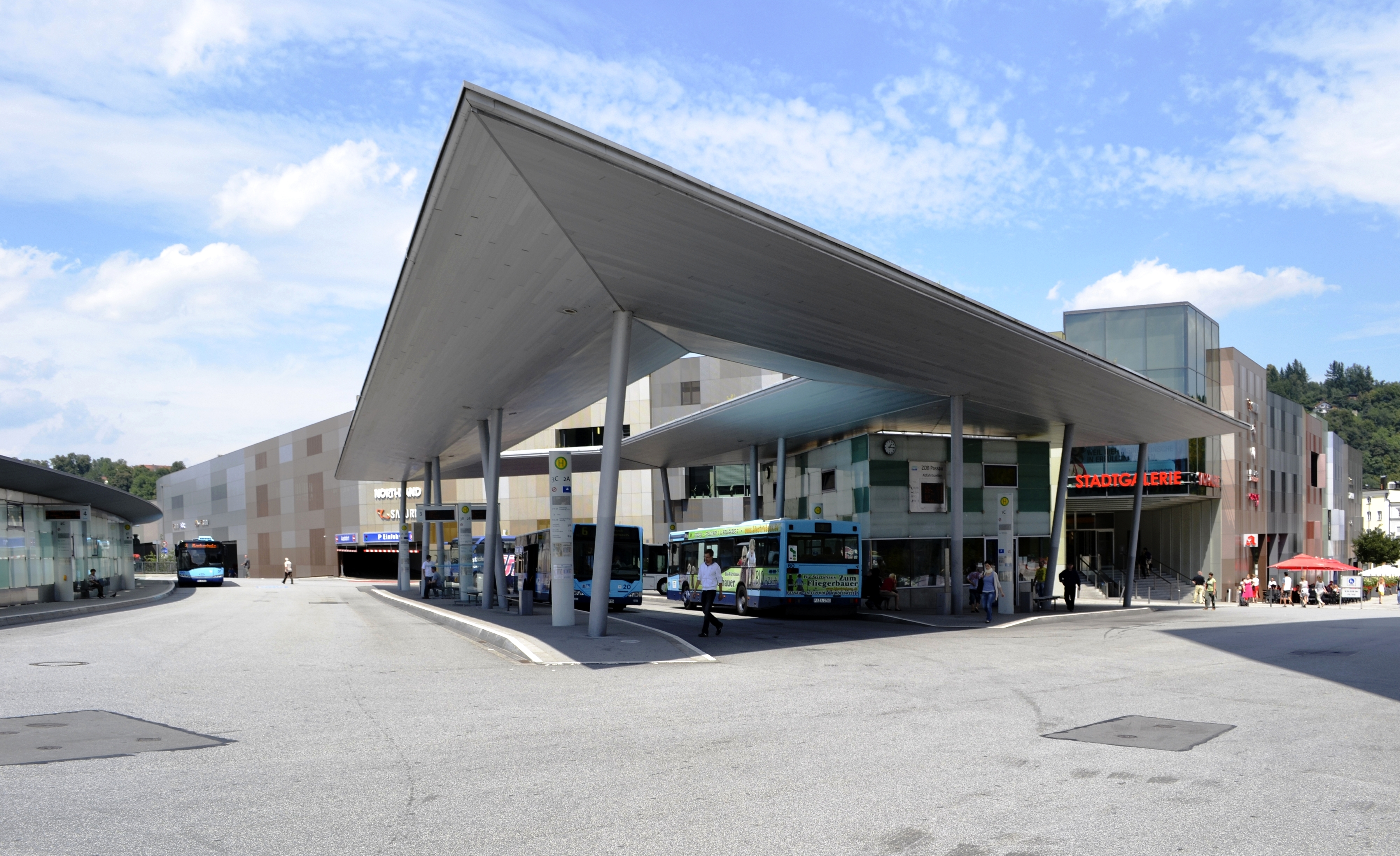
Zentraler Omnibusbahnhof Passau im Jahr 2011

Auf dem Vorplatz des Gebäudes entstand der Zentrale Omnibusbahnhof (ZOB) für die Stadtbusse der Verkehrsbetriebe Passau und einige Regionalbusse. Geplant war hier zunächst, den Passauer Tunnel, einen 138 Meter langen Eisenbahntunnel unter dem Exerzierplatz zu überbauen, um so einen Zentralen Umsteigeknotenpunkt zwischen Regional- und Stadtbusverkehr zu schaffen. Dies scheiterte jedoch an eisenbahnrechtlichen Auflagen, da der Tunnel in dieser Variante als Neubau gewertet worden wäre und man entsprechende Sicherheitseinrichtungen hätte nachrüsten müssen. So fiel die Entscheidung für einen kleineren Busbahnhof, welcher aus zwei Seitenbussteigen, einem Inselbussteig sowie einem dreieckigen zentralen Bussteig mit Servicegebäude besteht. Dieser wird von Stadtbussen der Verkehrsbetriebsgesellschaft Passau (VBP) und von Regionalbussen der RBO, die nach Südwesten fahren, genutzt.

### ECE Stadtgalerie
Auf den freiwerdenden Bahnflächen wurde mit dem Bau eines Einkaufscenters, der sogenannten Stadtgalerie des Investors ECE, begonnen. Die offizielle Eröffnungsfeier wurde am Abend des 9. September 2008 abgehalten. Tags darauf öffnete das Einkaufszentrum für die Kunden.

### Klostergarten und Europäisches Haus
Gegenüber dem Nikola-Kloster entstand mit dem Klostergarten ein kleiner Park auf dem ehemaligen Gelände des kleinen Exerzierplatzes. Im Südosten dieses Parks sollte mit dem Europäischen Haus ein Konzert- und Veranstaltungshaus entstehen. Dieser Bau wurde in einem Bürgerbegehren im Oktober 2007 auf Grund der Baukosten von ca. 25 Millionen Euro und dem nicht überzeugenden Nutzungskonzept von den Wählern abgelehnt.
Wie diese freibleibende Fläche weiter gestaltet werden soll, ist Teil der aktuellen politischen Diskussion. Gegenwärtig wurde hier eine Rasenfläche angelegt. Am Rande der Fläche wurde Ende 2008 eine öffentliche Toilette errichtet, die politisch umstritten war wegen ihrer Kosten von 95.000 Euro und der Tatsache, dass sie abgerissen werden müsste, sollte das Europäische Haus doch noch gebaut werden.
Nach Ablauf der einjährigen Bindungsfrist des Bürgerentscheides im Herbst 2008 hat die Stiftung Europäisches Haus – Konzerthaus Passau ein neues Konzept angekündigt, womit sie einen neuen Anlauf für ein Konzerthaus starten wollte. Hier soll auch Flexibilität beim Standort gegeben sein, da der ursprüngliche Bauplatz, wie oben erwähnt, bereits bebaut wird.

### Nibelungen-Center „Nice“
In unmittelbarer Nachbarschaft der Neubauten gelegen wurde das Nibelungen Center von seinem neuen Besitzer Merchant Place ab Juli 2007 grundlegend renoviert und im Juli 2008 wieder eröffnet.

### Verkehrsführung
Neben diesen Gebäuden wurde auch die Verkehrsführung geändert. Die Bahnhofsstraße, auf der sich der Verkehr in Richtung Inn bewegte, wurde verkehrsberuhigt und der Ludwigsplatz, über den vorher nur der Verkehr in Richtung Donau lief, in beide Richtungen befahrbar gemacht. Ebenso wurde eine direkte Durchfahrtmöglichkeit um den ehemaligen Exerzierplatz herum gesperrt, um den Transitverkehr aus diesem Bereich der Stadt herauszuhalten. Für den Busverkehr wurde eine Busspange zwischen dem ZOB und der Bahnhofsstraße errichtet, so dass diese ohne Umwege vom und zum ZOB gelangen konnten.
Einem Wahlversprechen des neuen Oberbürgermeister Dupper folgend beschloss der Stadtrat Ende Juli 2008, die Ringstraße für den Durchgangsverkehr zu öffnen. So soll ermittelt werden, wie hoch die Verkehrsbelastung ansteigt. Sollte der Durchgangsverkehr weiterhin die angebotenen Alternativrouten nutzen und sich die Mehrbelastung in Grenzen halten, soll diese Öffnung dauerhaft eingerichtet werden. Hierzu waren Verhandlungen mit der Regierung von Niederbayern über eine Änderung des Luftreinhalteplans, der auf dieser Verkehrsführung basiert, notwendig. Nachdem diese Bedenken ausgeräumt werden konnten und auch die Stadtratsfraktion der CSU ihren Widerstand aufgab, entschied der Stadtrat am 11. Februar 2009 einstimmig, die Ringstraße ab dem 18. Februar 2009 probeweise für sechs Monate in alle Richtungen zu öffnen. Sensoren an den Ampeln sollten die Verkehrszahlen feststellen, um die Auswirkungen der neuen Verkehrsführung ermitteln zu können.

## Bürgerentscheide
Im Zusammenhang mit dem Projekt Neue Mitte waren die Passauer Bürger bisher dreimal aufgerufen, abzustimmen.
Am 12. November 2000 wurde ein Bürgerbegehren gegen die Verlagerung der Volksfeste „Mai-“ und „Herbstdult“ vom kleinen Exerzierplatz in den Stadtteil Kohlbruck auf das Gelände vor der Dreiländerhalle eingebracht. Dieses wurde mit 65,75 % abgelehnt.
Vier Jahre später, am 18. Juli 2004 standen sich ein Ratsbegehren und ein Bürgerbegehren in einer Abstimmung gegenüber. Der Stadtrat schlug hierbei eine Neue Mitte in der heutigen Form vor. Das Bürgerbegehren wollte die Größe begrenzen und deutlich mehr Grünflächen durchsetzen. Beide Begehren wurden in der ersten Runde angenommen, in der Stichentscheidung setzte sich das Ratsbegehren mit 51,45 % durch.
Zum bisher letzten Mal waren die Passauer Bürger am 21. Oktober 2007 aufgerufen, über ein Projekt der neuen Mitte abzustimmen. Hierbei handelte es sich um das sogenannte „Europäische Haus“, ein Konzert- und Veranstaltungshaus, in dem unter anderem die Europäischen Wochen veranstaltet worden wären. Die Bürger der Stadt Passau lehnten den Bau jedoch mit 55,07 % ab.

## Kritiken
Aufgrund des großen Eingriffs in das Stadtbild blieben kritische Stimmen zu diesem Projekt nicht aus. Hierbei wurden unter anderem das Wegfallen der Parkplätze am Exerzierplatz, die Tarife der Ersatzplätze im Parkhaus und die zu geringe Anzahl der Parkplätze der Stadtgalerie kritisiert. Da die ca. 500 Angestellten Parkplätze benötigten, seien die 700 gebauten Parkplätze für Kunden und Angestellte zu wenig.
Ebenso wurde kritisiert, dass die Ringstraße, die den westlichen und östlichen Teil der Neuen Mitte verbindet, für die Durchfahrt gesperrt wurde und somit größere Umwege in Kauf genommen werden müssen. Die Öffnung der Ringstraße wurde so eines der zentralen Wahlkampfthemen. Nach der Wahl des SPD-Kandidaten Dupper wurde vom Stadtrat einer probeweise Öffnung zugestimmt (siehe „Verkehrsführung“). Daneben wurden die Anlieferungen per LKW über die ansonsten nur für Busse zugelassene Bustrasse und die damit verbundene Lärmbelästigung der Anwohner sowie die verkehrlich ungünstig gelegene obere Parkhausausfahrt direkt am ZOB kritisiert.
Ein weiterer Kritikpunkt waren die Investoren ECE, Raiffeisenbank Oberösterreich und KVV, denen angeblich von Seiten der Stadtverwaltung zu viel Freiraum gelassen wurde. In diesem Zusammenhang wurde von der Stadt Passau ein Prozess gegen eine Lokalzeitung geführt, die über die finanziellen Verflechtungen zwischen einem Investor und der Stadt berichtet hatte. Dieser Prozess endete in einem Vergleich.
Nach Veröffentlichung der Mieter der ECE Stadtgalerie in der Lokalpresse wurden mahnende Worte laut, dass die Firmen, die sowohl in der Stadtgalerie als auch in der Fußgängerzone Filialen haben, sich aus der Fußgängerzone zurückzögen und sich auf ihre Filialen in der Stadtgalerie konzentrieren und somit Leerstände entstünden. Jedoch wurde von City Marketing Passau, das sich um die Anwerbung von Mietern in der Innenstadt bemüht, darauf hingewiesen, dass es durchaus sehr viele Interessenten für Geschäftsräume in der Fußgängerzone gäbe und somit ein Leerstand nicht zu befürchten sei.
Im Zeitverlauf haben sich diese Befürchtungen bestätigt. Die negativen Auswirkungen des Einkaufszentrums besonders auf die Fußgängerzone und deren leerstehende Geschäftsflächen werden regelmäßig in der Lokalpresse dargestellt. Die Neue Mitte und ihre Architektur wird mittlerweile in Rundfunk und Presse als "Bausünde" gewertet. Der Bereich der Neuen Mitte ist zusätzlich regelmäßig im Fokus negativer Berichterstattungen, die ihn als "sozialen Brennpunkt" und als Zentrum von schwer einzudämmenden Drogen-, Alkohol- und Gewaltdelikten zeichnen.